# 6 днів страуса
«6 днів страуса» (пол. 6 dni strusia) — польський художній фільм, що вийшов 2000 року. 
Знімання тривало з 4 липня по 5 серпня 2000 року у Варшаві, Прушкуві та Повсіні.

## Сюжет
Перспективний молодий юрист Томаш Струшинський має престижну роботу та популярний серед дівчат. Він закохується в Юстину, яка працює фотографом. Батько — власник збанкрутілого заводу по виробництву азбесту, який спонсорував баскетбольну команду. Томаш вирішує допомогти йому якимось чином, але це, своєю чергою, не подобається начальнику Томаша й закінчується тим, що Струшинський втрачає роботу та можливість прийти на завод й допомогти команді. Доктор Девільський, таємничий вчений, пропонує йому участь в експерименті, в результаті якого Томаш стане зіркою баскетболу.

## У ролях
- Маріуш Франковський – Томаш Струшинський
- Войцех Мединський – Збишек
- Патриція Дурська – Юстина
- Даріуш Біскупський – Девільський
- Домініка Фігурська – Дагмара
- Беата Курочицька – Беата
- Гжегош Мостович – Драганович
- Кшиштоф Колбасюк – батько Юстини
- Матеуш Дебський – «Родман»
- Адам Вуйцик – Адам Вуйцик
- Гжегош Руда – «Піпен»
- Мирослав Кравчик – президент клубу «Азбести Поморжьє»
- Іренеуш Козьол – тренер
- Гжегош Мровчинський – лікар клубу «Азбести»
- Пйотр Квятковський – водій автомобіля
- чеслав Пясецький – перший суддя
- Пйотр Хайдук – другий суддя
- Радослав Стиш – юрист
- Даріуш Пиця – культурист
- Юліта Фамульська – культуристка
- Пйотр Собчинський – спортивний коментатор
- Мирослав Кшиштофик – перший активіст
- Ярослав Ядоховський – другий активіст
- Цезари Шостек – автор програми «Ближче до людей»
- Жоланта Ржашкевич – господиня
- Артур Пацула – працівник кур'єрської фірми
- Міхал Урбаняк – двірник у клубі «Азбести»